# Emerson, Lake & Powell

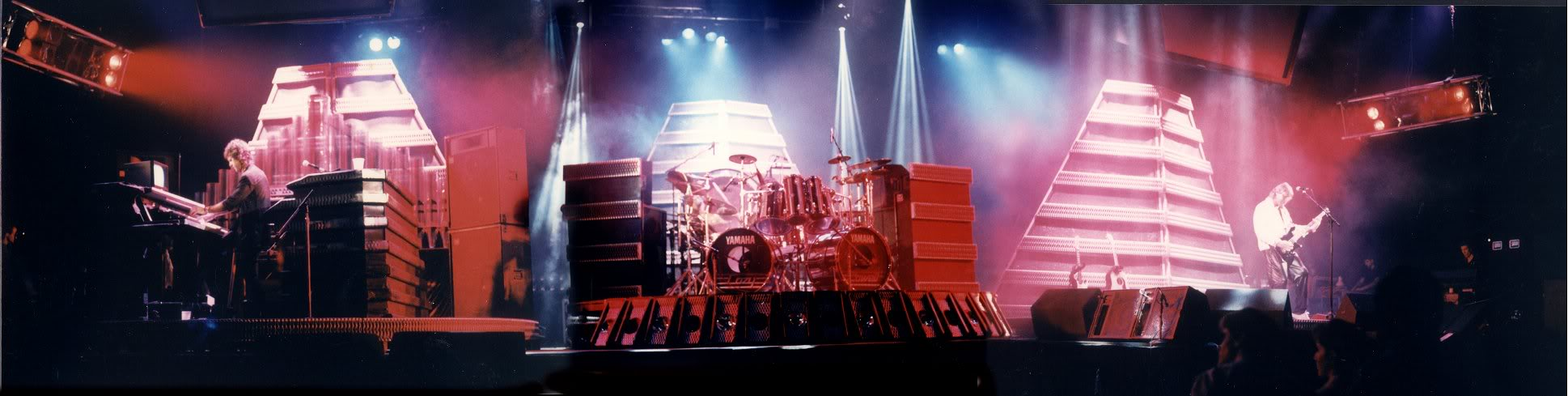
Emerson, Lake & Powell on stage at in Charlotte, North Carolina, October 12th, 1986.

Emerson, Lake & Powell, algumas vezes abreviado ELPowell, foi uma banda inglesa de rock, que lançou um álbum homônimo de estúdio em 1986. Esta formação foi uma variação do trio Emerson, Lake & Palmer.
Keith Emerson e Greg Lake tinham planejado reformar a formação original do ELP em 1985, porém o baterista Carl Palmer não pode se juntar ao trio por causa de suas obrigações contractuais com a banda Asia. Após várias audições com uma série de possíveis bateristas substitutos, eles acabaram convidando Cozy Powell, um amigo de longa data de Emerson, para substituir Carl. A banda tem sempre insistido que a letra "P" no sobrenome de Cozy é pura coincidência. Antes de Cozy concordar em entrar para banda, Keith e Greg tinham entrado em contato com Phil Collins e até Ringo Starr para ver se eles estavam interessados no convite.
O álbum homônimo da banda foi um retorno ao estilo musical familiar do ELP, com longas partes de rock progressivo, baladas e temas clássicos (Mars, the Bringer of War de Gustav Holst). A canção The Score, possuia em sua letra referências a uma outra canção do ELP chamada Karn Evil 9: First Impression, do álbum Brain Salad Surgery, que diz: "Welcome back, my friends, to the show that never ends" (em português: "Bem vindos de volta, meus amigos, ao show que nunca acaba"). Já a faixia Touch and Go, possui em sua introdução parte da melodia de uma canção folk inglesa da Idade Média, chamada Lovely Joan. Inicialmente quando a gravadora sugeriu que o grupo gravasse Mars, the Bringer of War, Emerson recusou, dizendo que isso poderia soar algo como "ELP Plays the Classics" ou "Richard Clayderman Plays 'Clair de Lune'." Depois que Powell mostrou a ele um vídeo de uma de suas primeiras bandas tocando a canção, Emerson ficou convencido em gravá-la. No Billboard Top Compact Disc o álbum obteve como melhor posição o 9º lugar.
Em apresentações ao vivo do grupo, era tocado material tanto do ELP quanto do The Nice.
Infelizmente houve problemas entre a banda e seu empresário e então eles se separam sem gravar um segundo álbum. Emerson se uniu a Palmer e mais Robert Berry formando assim a banda 3 (três) em 1988, antes da formação original do ELP se reunir em 1992 para o álbum Black Moon, que possui algumas similaridades com o álbum de Emerson, Lake & Powell.
Alguns ensaios e gravações ao vivo do ELPowell foram encontradas em bootlegs a partir dos anos 90. O material foi subsequentemente remasterizado e lançado oficialmente em CD duplo em 2003, disponível para venda no site oficial do ELP.

## Integrantes
- Keith Emerson – teclados
- Greg Lake – baixo, guitarras, vocais, produção
- Cozy Powell – bateria, percussão

## Discografia
Álbuns
- 1986 – Emerson, Lake & Powell[4]

1. The Score (Emerson, Lake) – 9:08
2. Learning to Fly (Emerson, Lake) – 4:02
3. The Miracle (Emerson, Lake) – 6:50
4. Touch and Go (Emerson, Lake, baseado na canção folk inglesa 'Lovely Joan', mas não creditado) – 3:38
5. Love Blind (Emerson, Lake) – 3:11
6. Step Aside (Emerson, Lake) – 3:45
7. Lay Down Your Guns – 4:22 (Emerson, Lake, Steve Gould)
8. Mars, the Bringer of War“ – 7:54 (Gustav Holst, arr. Emerson, Lake, Powell)

Faixas bônus (CD apenas - Japão):
1. The Loco-Motion – 4:40 (Gerry Goffin, Carole King)
2. Vacant Possession (Emerson, Lake) – 4:42

- 2003 – The Sprocket Sessons (ensaios)
- 2003 – Live in Concert (gravado ao vivo em Lakeland, Florida, Novembro/1986)

Singles
- Touch and Go/Learning to Fly
- Touch and Go/Learning to Fly/The Locomotion
- Lay Down Your Guns/Step Aside

## Nota
- Este artigo foi inicialmente traduzido, total ou parcialmente, do artigo da Wikipédia em inglês cujo título é «Emerson, Lake & Powell», especificamente desta versão.

## Literatura
- Edward Macan: Endless Enigma. A musical biography of Emerson, Lake and Palmer. Chicago, Illinois 2006. ISBN 0-8126-9596-8.
- Forrester, George/Martyn Hanson/Frank Askew: Emerson, Lake & Palmer. The show that never ends. A musical biography. Londres 2001. ISBN 1-900924-17-X.